# Peter Maes
Peter Maes (Schoten, 1º giugno 1964) è un allenatore di calcio ed ex calciatore belga, di ruolo portiere, tecnico del Willem II.

## Palmarès

### Giocatore

#### Competizioni nazionali
- Campionato belga: 4

Anderlecht: 1990-1991, 1992-1993, 1993-1994, 1994-1995
- Coppa del Belgio: 1

Anderlecht: 1993-1994
- Supercoppa del Belgio: 1

Anderlecht: 1993

### Allenatore

#### Competizioni nazionali
- Coppa del Belgio: 2

Lokeren: 2011-2012, 2013-2014
- Eerste Divisie: 1

Willem II: 2023-2024